# دست (فیلم ۱۹۶۰)
دست (انگلیسی: The Hand) فیلمی در ژانر ترسناک است که در سال ۱۹۶۰ منتشر شد.